# Rotstöckli
Le Rotstöckli est une montagne de Suisse. Culminant à 2 900 m d'altitude et situé à proximité du Titlis, le sommet chevauche la frontière qui sépare le canton de Nidwald de celui d'Obwald. Il est le point le plus élevé du canton de Nidwald.
Des câbles ont été placés pour aider les alpinistes voulant atteindre le sommet. Il est principalement parcouru par des alpinistes voulant gravir le plus haut sommet de chaque canton. Sans les câbles, le sommet du Rotstöckli n'est pas facile d'accès car il demande une escalade dans de la roche friable.